# Porphyrinia louisiadensis
Porphyrinia louisiadensis är en fjärilsart som beskrevs av Embrik Strand 1917. Porphyrinia louisiadensis ingår i släktet Porphyrinia och familjen nattflyn. Inga underarter finns listade i Catalogue of Life.